# Kasteel Hovorst

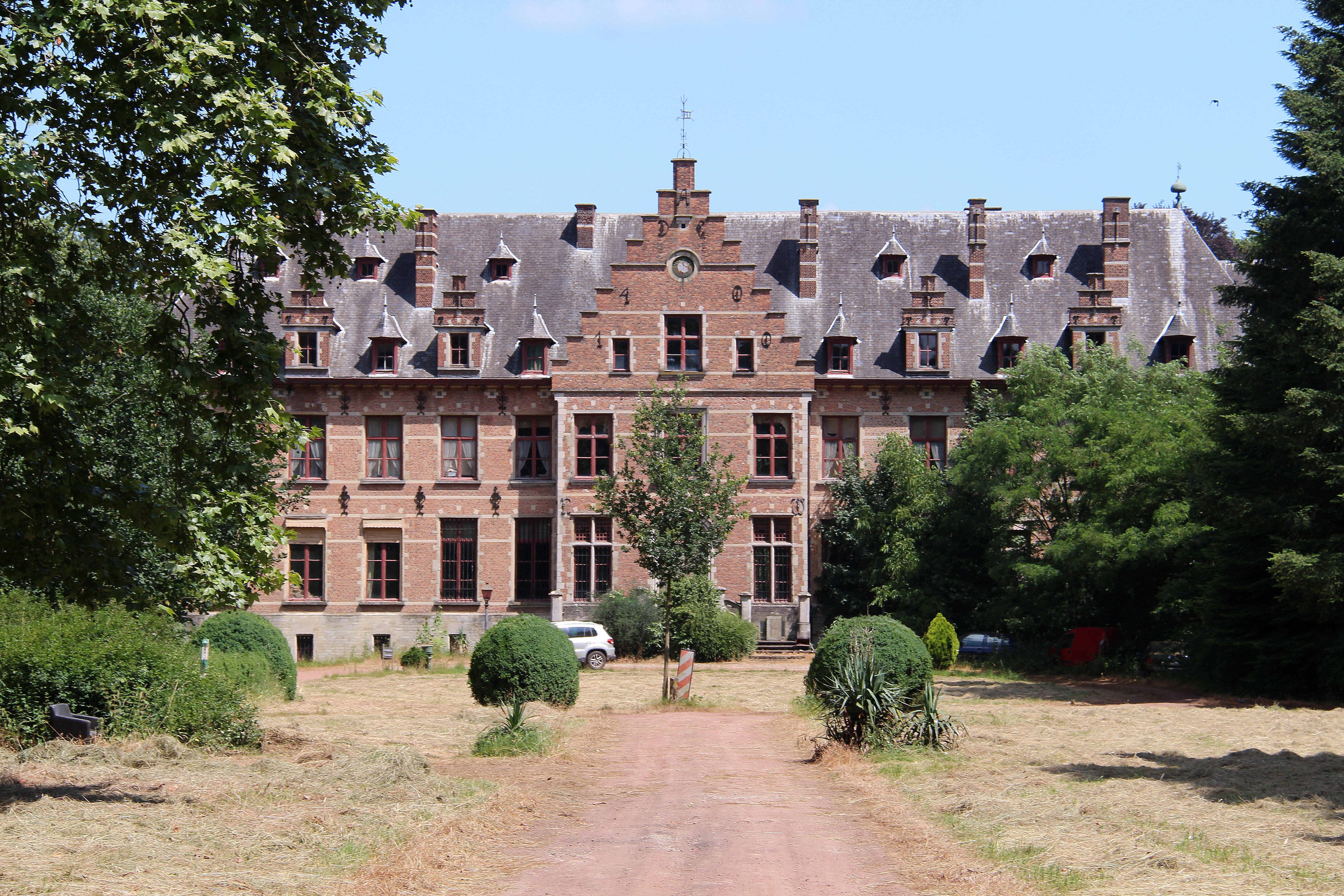
Kasteel Hovorst

Het Kasteel Hovorst is een kasteel in de tot de Antwerpse gemeente Zandhoven behorende plaats Viersel, gelegen aan de Hofstraat 4.

## Geschiedenis
Vanaf omstreeks 1400 stond hier al een kasteel dat lange tijd in bezit is geweest van de familie Van de Werve. Het betrof aanvankelijk een versterkt en omgracht kasteel, omgeven door een vierkante muur die twee haaks op elkaar staande vleugels omvatte en torens had op de andere drie hoeken.
In het 3e kwart van de 17e eeuw werd het kasteel vernieuwd in opdracht van Paul Melchior de Villegas. Waarschijnlijk werd toen de oostelijke vleugel gebouwd. Daarna verdween het versterkte karakter van het kasteel, wat leidde tot de sloop van muren en torens.
In 1802 werd het kasteel gekocht door P.J. de Bruyn en herbouwd in empirestijl. De grachten werden gedeeltelijk gedempt. Enkel de oostelijke vleugel bleef behouden. In 1913-1914 werd het kasteel opnieuw ingrijpend verbouwd in Vlaamse neorenaissancestijl, naar ontwerp van Pierre Langerock.

## Gebouw
Het betreft een gebouw op rechthoekige plattegrond onder schilddak. De westgevel heeft een middenrisaliet met een trapgevel.
Ten westen van het kasteel bevindt zich een koetshuis. Ten oosten daarvan is er een hardstenen pomp die het jaartal 1686 draagt.